# Alophoixus
Az Alophoixus a madarak osztályának verébalakúak (Passeriformes) rendjébe és a bülbülfélék (Pycnonotidae) tartozó családja tartozó nem.

## Rendszerezés
A nemet Eugene William Oates írta le 1889-ben, jelenleg az alábbi 7 faj tartozik ide:
- Alophoixus phaeocephalus
- szürkearcú bülbül (Alophoixus bres)
- Alophoixus frater
- Finsch-bülbül (Alophoixus finschii)
- fehértorkú bülbül (Alophoixus flaveolus)
- sápadthasú bülbül (Alophoixus pallidus)
- rozsdáshasú bülbül (Alophoixus ochraceus)